# Tony Stanger
Anthony George Stanger (Hawick, 14 de mayo de 1968)  es un exjugador británico de rugby que se desempeñaba como wing.

## Carrera
Stanger fue convocado a IV Home Unions para disputar del torneo The Skilball Trophy en 1990.

## Selección nacional
Debutó en el XV del Cardo por primera vez en octubre de 1989 y jugó con ellos hasta su última convocatoria en marzo de 1998. En total jugó 52 partidos y marcó 106 puntos.

### Participaciones en Copas del Mundo
| Mundial                       | Sede       | Resultado        | PJ | Tries |
| ----------------------------- | ---------- | ---------------- | -- | ----- |
| Copa Mundial de Rugby de 1991 | Inglaterra | Cuarto puesto    | 6  | 3     |
| Copa Mundial de Rugby de 1995 | Sudáfrica  | Cuartos de final | 2  | 1     |

## British and Irish Lions
Fue convocado a los Lions para reemplazar al lesionado Ieuan Evans en la Gira de Sudáfrica 1997.

## Palmarés
- Campeón del Torneo de las Cinco Naciones de 1990 con Grand Slam.